# Consejo Mexicano de Negocios
El Consejo Mexicano de Negocios fue creado en 1962 (antes Consejo Mexicano de Hombres de Negocios por haber sido un consejo formado exclusivamente por hombres) es uno de los siete organismos con voz y voto del Consejo Coordinador Empresarial (Consejo Mexicano de Negocios, Coparmex, CONCAMIN, CONCANACO, Asociación de Bancos de México, Asociación Mexicana de Instituciones de Seguros y Consejo Nacional Agropecuario). Reúne a los principales ejecutivos de las empresas más importantes de México con el fin de promover políticas públicas que impulsen la inversión y la creación de empleos.

## Miembros
El Consejo Mexicano de Negocios agrupa, entre otros, a empresarios como:
- Roberto Almaguer de Front Face Business
- Claudio Xavier González Laporte de Kimberly-Clark de México
- Emilio Azcárraga Jean de Televisa
- Gastón Azcárraga Andrade de Grupo Posadas
- Alberto Bailleres de Industrias Peñoles y PH
- Antonio del Valle Ruiz de Mexichem
- José Antonio Fernández Carvajal de FEMSA
- Dionisio Garza Medina de Alfa
- Enrique Robinson Bours Almada de Bachoco
- Roberto Hernández de Banamex-Accival
- Juan Sánchez-Navarro Peón de Grupo Modelo
- Adrián Sada González de Vitro
- Carlos Slim Helú de Grupo Carso
- Roberto Servitje Sendra de Bimbo
- Federico Terrazas de Cementos de Chihuahua
- Agustín Franco Macías de Grupo Infra
- Blanca Treviño de Softtek
- Ricardo Martin Bringas  de Soriana y AeroMexico

## Orígenes
Antonio del Valle Ruiz, presidente de Mexichem, siempre se ha referido al Consejo Mexicano de Negocios como una organización ‘discreta mas no secreta’. El organismo fue fundado en 1962 por empresarios varones, como una estrategia de 12 empresarios encaminada a incidir en la política económica del gobierno de Adolfo López Mateos (1958-1964), influir en la sucesión presidencial y en las decisiones económicas del gobierno.
El Consejo Mexicano de Negocios anteriormente era conocido como Consejo Mexicano de Hombres de Negocios llamado así porque estuvo formado por varones únicamente durante décadas, hasta que en el año 2014 fue admitida la primera mujer, Blanca Treviño, quien actualmente es presidenta de Softek y ocupa el cargo de Vicepresidenta en el CMN.
El CMN estableció una excelente relación con los gobiernos del PRI y sus legisladores. Tenían línea directa con el jefe del Ejecutivo y alcanzaron tanto poder que, incluso, influían en el nombramiento de funcionarios como el gobernador del Banco de México. Su momento de máximo poder fue durante el sexenio de Carlos Salinas y en los primeros tres años de Ernesto Zedillo.
Sin embargo, el organismo de los empresarios no estuvo exento de crisis. En 1997, además de que el PRI ya no tenía mayoría absoluta en el Congreso, el CMN tuvo que reformarse por la apertura económica, y algunos fundadores, como Juan Sánchez Navarro, simplemente se retiraron por su edad.
Para 2004, casi la mitad (19) de los miembros del CMHN eran de reciente ingreso y de entre ellos, 11 no heredaron su lugar de un grupo familiar o empresarial.
Una de las ‘bajas’ importantes fue la de Carlos Slim, dueño de Telmex y Grupo Carso, quien había dejado organismos como el CCE en 1976, pero en el sexenio de Vicente Fox sus intereses chocaron con los de algunos correligionarios del CMHN.

## Polémicas y excesos
La investigadora Marcela Briz Garizuela, autora del libro “El Consejo Mexicano de hombres de Negocios: surgimiento y consolidación”, señaló que no conoce en detalle la posición del Consejo respecto al desafuero de López Obrador “lo que puedo decir es que ya no tiene el peso que solía tener en los sexenios de José López Portillo o Miguel de la Madrid, por ejemplo. En la coyuntura actual, el Consejo tiene que cabildear a favor de sus intereses, no sólo con el Presidente de la República, sino con Diputados, Senadores y grupos de influencia política”, explicó. López Obrador solo se ha reunido una vez con el Consejo y eso ocurrió el 13 de febrero de 1997, cuando era presidente del PRD.
La periodista Carmen Aristegui al relatar los acontecimientos que condujeron a su salida de la W Radio afirma que los “autores intelectuales” del silenciamiento de su espacio informativo son directivos de Televisa, integrantes del Consejo Mexicano de Hombres de Negocios, concesionarios descontentos con su actitud ante la reforma electoral y funcionarios de Comunicación de Los Pinos desde donde se le hizo saber que su noticiero “no era un espacio deseable”.
Actualmente, la prioridad para el CMN es la reforma energética.

## Alianzas e iniciativas

### Éntrale
Es una alianza creada por el CMN para impulsar la cultura de inclusión laboral en México, busca crear oportunidades para personas con discapacidad que deseen y puedan trabajar. Está formada por más de 520 empresas.